# 1795 год
1795 (ты́сяча семьсо́т девяно́сто пя́тый) год  по григорианскому календарю — невисокосный год, начинающийся в четверг. Это 1795 год нашей эры, 5‑й год 10‑го десятилетия XVIII века 2‑го тысячелетия, 6‑й год 1790‑х годов. Он закончился 230 лет назад.
| Пн | Вт | Ср | Чт | Пт | Сб | Вс |
|    |    |    | 1  | 2  | 3  | 4  |
| 5  | 6  | 7  | 8  | 9  | 10 | 11 |
| 12 | 13 | 14 | 15 | 16 | 17 | 18 |
| 19 | 20 | 21 | 22 | 23 | 24 | 25 |
| 26 | 27 | 28 | 29 | 30 | 31 |    |

| Пн | Вт | Ср | Чт | Пт | Сб | Вс |
|    |    |    |    |    |    | 1  |
| 2  | 3  | 4  | 5  | 6  | 7  | 8  |
| 9  | 10 | 11 | 12 | 13 | 14 | 15 |
| 16 | 17 | 18 | 19 | 20 | 21 | 22 |
| 23 | 24 | 25 | 26 | 27 | 28 |    |

| Пн | Вт | Ср | Чт | Пт | Сб | Вс |
|    |    |    |    |    |    | 1  |
| 2  | 3  | 4  | 5  | 6  | 7  | 8  |
| 9  | 10 | 11 | 12 | 13 | 14 | 15 |
| 16 | 17 | 18 | 19 | 20 | 21 | 22 |
| 23 | 24 | 25 | 26 | 27 | 28 | 29 |
| 30 | 31 |    |    |    |    |    |

| Пн | Вт | Ср | Чт | Пт | Сб | Вс |
|    |    | 1  | 2  | 3  | 4  | 5  |
| 6  | 7  | 8  | 9  | 10 | 11 | 12 |
| 13 | 14 | 15 | 16 | 17 | 18 | 19 |
| 20 | 21 | 22 | 23 | 24 | 25 | 26 |
| 27 | 28 | 29 | 30 |    |    |    |

| Пн | Вт | Ср | Чт | Пт | Сб | Вс |
|    |    |    |    | 1  | 2  | 3  |
| 4  | 5  | 6  | 7  | 8  | 9  | 10 |
| 11 | 12 | 13 | 14 | 15 | 16 | 17 |
| 18 | 19 | 20 | 21 | 22 | 23 | 24 |
| 25 | 26 | 27 | 28 | 29 | 30 | 31 |

| Пн | Вт | Ср | Чт | Пт | Сб | Вс |
| 1  | 2  | 3  | 4  | 5  | 6  | 7  |
| 8  | 9  | 10 | 11 | 12 | 13 | 14 |
| 15 | 16 | 17 | 18 | 19 | 20 | 21 |
| 22 | 23 | 24 | 25 | 26 | 27 | 28 |
| 29 | 30 |    |    |    |    |    |

| Пн | Вт | Ср | Чт | Пт | Сб | Вс |
|    |    | 1  | 2  | 3  | 4  | 5  |
| 6  | 7  | 8  | 9  | 10 | 11 | 12 |
| 13 | 14 | 15 | 16 | 17 | 18 | 19 |
| 20 | 21 | 22 | 23 | 24 | 25 | 26 |
| 27 | 28 | 29 | 30 | 31 |    |    |

| Пн | Вт | Ср | Чт | Пт | Сб | Вс |
|    |    |    |    |    | 1  | 2  |
| 3  | 4  | 5  | 6  | 7  | 8  | 9  |
| 10 | 11 | 12 | 13 | 14 | 15 | 16 |
| 17 | 18 | 19 | 20 | 21 | 22 | 23 |
| 24 | 25 | 26 | 27 | 28 | 29 | 30 |
| 31 |    |    |    |    |    |    |

| Пн | Вт | Ср | Чт | Пт | Сб | Вс |
|    | 1  | 2  | 3  | 4  | 5  | 6  |
| 7  | 8  | 9  | 10 | 11 | 12 | 13 |
| 14 | 15 | 16 | 17 | 18 | 19 | 20 |
| 21 | 22 | 23 | 24 | 25 | 26 | 27 |
| 28 | 29 | 30 |    |    |    |    |

| Пн | Вт | Ср | Чт | Пт | Сб | Вс |
|    |    |    | 1  | 2  | 3  | 4  |
| 5  | 6  | 7  | 8  | 9  | 10 | 11 |
| 12 | 13 | 14 | 15 | 16 | 17 | 18 |
| 19 | 20 | 21 | 22 | 23 | 24 | 25 |
| 26 | 27 | 28 | 29 | 30 | 31 |    |

| Пн | Вт | Ср | Чт | Пт | Сб | Вс |
|    |    |    |    |    |    | 1  |
| 2  | 3  | 4  | 5  | 6  | 7  | 8  |
| 9  | 10 | 11 | 12 | 13 | 14 | 15 |
| 16 | 17 | 18 | 19 | 20 | 21 | 22 |
| 23 | 24 | 25 | 26 | 27 | 28 | 29 |
| 30 |    |    |    |    |    |    |

| Пн | Вт | Ср | Чт | Пт | Сб | Вс |
|    | 1  | 2  | 3  | 4  | 5  | 6  |
| 7  | 8  | 9  | 10 | 11 | 12 | 13 |
| 14 | 15 | 16 | 17 | 18 | 19 | 20 |
| 21 | 22 | 23 | 24 | 25 | 26 | 27 |
| 28 | 29 | 30 | 31 |    |    |    |

## События
- 10 января — впервые упоминается название «Одесса».
- 3 мая — указ Сената России о создании Минского наместничества с центром в Минске.
- 20 мая — в Буде казнены «венгерские якобинцы» во главе с Игнацем Мартиновичем
- 24 июля — ночью в Вене арестованы участники якобинского заговора Франца Хебенштрайта, планировавшие свержение монархии и казнь эрцгерцога Австрии Франца II Габсбурга
- 26 октября — Третий раздел Речи Посполитой. Прекращение её существования как независимого государства. Россия получает герцогство Курляндское.
- 14 ноября — указ Екатериной II об учреждении Луганского литейного завода, заложившего начало города Луганск.
- 1795 — начало XX века — Династия Каджаров воцаряется в Иране.
- 1795—1797 — Шах Ирана Ага-Мохаммед Каджар.
- лето — Крцанисская битва. Вторжение иранских войск шаха Ага-Мохаммеда в Закавказье и разгром Тбилиси.
- Захват Цейлона англичанами.
- Выход в свет «Введения к Гомеру» («Prolegomena ad Homerum») немецкого учёного Ф. А. Вольфа, положивший начало гомеровскому вопросу и критическому подходу в антиковедении.

### Англия
- Продовольственные беспорядки в Англии.
- октябрь — В день открытия парламента «Лондонское корреспондентское общество» организовало митинг 200 тыс. лондонцев с лозунгами «Хлеба! Мира!».
- октябрь — В Англии законы о «мятежных собраниях», фактические отменявшие свободу собраний и печати.
- Приостановлен ввоз хлеба в Англию, чтобы удержать высокий уровень цен.

### Франция и её войны
- январь — Вступление французских войск в Голландию и образование Батавской республики.
- начало года — Французские войска заняли Бельгию, Голландию, весь левый берег Рейна.
- 21 февраля — Конвент разрешил свободное отправление религиозного культа в помещениях, которые смогут найти для этого священнослужители или религиозные общины. Подтверждён светский характер Республики[1].
- 1—2 апреля (12—13 жерминаля) — Восстание в Париже против «термидорианского» Конвента.
- 5 апреля — Базельский мир Франции с Пруссией. Пруссия признала переход левого берега Рейна к Франции.
- май — Мир Франции и Голландии. Голландия обязалась принять участие в войне против Англии и выплатить 100 млн флоринов.
- 20—23 мая (1-4 прериаля) — Восстание в Париже против «термидорианского» Конвента. Восставшие захватили здание Конвента. Подавлено вооружёнными силами. Несколько тысяч человек арестованы, осуждены и сосланы.
- конец мая — Депутаты-«якобинцы» Ромм, Гужон, Субрани[фр.] и трое других приговорены к гильотине и покончили с собой.
- 8 июня — смерть Людовика XVII. Роялисты объявили графа Прованского королём Людовиком XVIII.
- 25 июня — Десант французских роялистов и англичан в Бретани (Киберонская экспедиция)
- 22 июля — Роялисты в Бретани разбиты войсками генерала Лазара Гоша. Многие из них попали в плен и расстреляны[2].
- 22 июля — Базельский мир Франции с Испанией.
- 22 августа — Принятие Конвентом «Конституции III года». Конституция сохраняла республиканский строй, но уничтожала равное избирательное право.
- 1 октября — Присоединение Бельгии к Франции.
- 5 октября (13 вандемьера) — Подавление роялистского мятежа в Париже. Главную роль в усмирении сыграл генерал Наполеон Бонапарт.
- 26 октября — Роспуск Конвента. Вступление в силу «Конституции III года».
- 1795, 27 октября — 1799, 9 ноября — Период Директории во Франции.
- Конвент объявляет амнистию.

## Родились
См. также: Категория:Родившиеся в 1795 году.
- 15 января — Грибоедов, Александр Сергеевич — русский дипломат, поэт, драматург, пианист и композитор, дворянин.
- 18 апреля — Василий Тимофеевич Плаксин, русский писатель, историк литературы, литературный критик и педагог; статский советник (ум. 1869)[3].
- 5 июля — Кукольник, Павел Васильевич, поэт, драматург, историк.
- 15 октября — Фридрих Вильгельм IV, прусский король (с 1840) из династии Гогенцоллернов.
- 31 октября — Джон Китс, английский поэт, один из величайших английских поэтов XIX века.
- 30 ноября — Доминик-Франсуа-Луи Беллогэ, французский археолог, этнограф, этнолингвист, историк, специалист по истории Бургундии, автор работ о происхождении галльских народов и галльского языка.

## Скончались
См. также: Категория:Умершие в 1795 году.

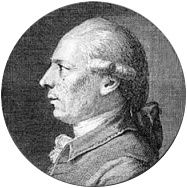
Филидор

- 20 апреля — Юхан Хенрик Чельгрен (род. 1751), шведский поэт и драматург;
- 23 июня — Алексей Петрович Антропов (род. 1716), русский художник, один из первых в России авторов светских портретов;
- 8 июня — Людовик Карл (Луи-Шарль; род. 1785), дофин Франции, малолетний наследник французского престола;
- 17 июня — Пьер-Амабль де Субрани[фр.] (род. 1752), французский государственный и политический деятель, один из последних «якобинцев»;
- 24 июня — Уильям Смелли (род. 1740), шотландский историк, составитель и главный редактор первого издания «Британники»;
- 7 июля — Христиан Готтлиб Кратценштейн (род. 1723), врач, механик и физик;
- 31 июля — Шелихов Григорий Иванович (род. 1747), русский исследователь, мореплаватель, промышленник и купец из рода Шелеховых, основатель первых русских поселений в Америке;
- 26 августа — Александр Калиостро (род. 1743), итальянский алхимик, масон и путешественник;
- 31 августа — Франсуа Андре Филидор (настоящая фамилия Даникан-Филидор; род. 1726), французский композитор и шахматист;
- 13 октября — Злата Могленская, православная святая;
- 8 декабря — Джованни Казанова (род. 1732), итальянский художник и археолог;
- 23 декабря — Генри Клинтон (род. 1738), английский генерал.